# Wolfram Plotzke

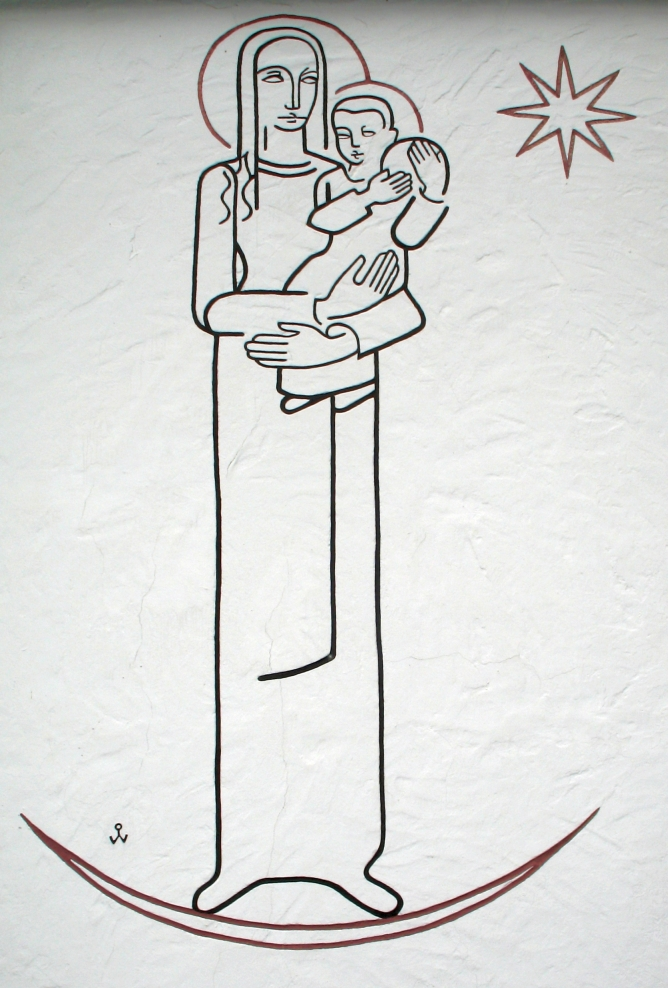
Sgraffito „Maria mit Kind“ an Haus Hardtberg in Kreuzweingarten

Wolfram Plotzke (* 18. August 1908 in Stettin; † 16. November 1954 in Düsseldorf-Heerdt) war ein deutscher Dominikaner und Künstler.

## Leben
Sein Tauf- und Künstlername war Felix. Er war Sohn des Postinspektors Felix Plotzke und dessen Ehefrau Ludmilla. Sein älterer Bruder Werner (1907–1983) war ebenfalls Dominikaner (Ordensname Urban).
Nach dem dreijährigen Besuch der Elementarschule in Stettin besuchte er die Gymnasien in Stettin, Danzig und Vechta bis zum Abitur am 31. März 1927. Plotzke wurde am 15. September 1927 in Venlo eingekleidet. Er legte am 16. September 1928 in Venlo die einfachen Gelübde und am 16. September 1931 in Walberberg die feierlichen Gelübde ab. Das Studium der Philosophie und der Theologie absolvierte er in den Jahren 1928 bis 1935 an der Hochschule der Dominikaner in Walberberg und in Düsseldorf. Die Priesterweihe empfing Plotzke am 28. Juli 1933 in Köln durch Kardinal Schulte. Danach wurde Pater Wolfram in Augsburg, Berlin und ab 1939 in Schwichteler (Oldenburg) in der Seelsorge eingesetzt. Er durfte sich nach Abschluss seiner theologischen Studien im Jahr 1935 wegen seines malerischen Talents auf einer privaten Kunstakademie weiterbilden. Dort wurde er als Kunstmaler ausgebildet und malte von 1938 bis 1942 – zeitgleich mit dem Seelsorgeauftrag in Schwichteler – verschiedene Kirchen aus. Am 13. Januar 1939 erhielt Pater Wolfram von der Provinz den Auftrag, „die Kirche (in Schwichteler) auszumalen und zu der schönsten Kirche der Gegend zu machen.“
Am 14. April 1942 wurde Pater Wolfram wieder in den Berliner Konvent versetzt. Von dort kam er 1944 (bis 1952) als Kaplan nach Mastholte im Sauerland. Danach widmete sich Pater Wolfram im Düsseldorfer Konvent der außerordentlichen Seelsorge und zusätzlich der Malerei.

## Werke (Auswahl)
- Mosaik am Kriegerdenkmal und weitere Arbeiten auf dem Friedhof Kreuzweingarten und an der Villa Becker in Euskirchen-Kreuzweingarten
- Kreuzweg (Öl auf Holz) in der Kirche St. Stephanus in Roitzheim (1935)[2]
- Ausmalung der Kirche in Schwichteler (1938)[3]
- Glasmalereien in der Kirche St. Michael in Recklinghausen-Hochlarmark (1954)[4]
- Glasmalerei in Kloster und Kirche St. Dominikus in Datteln-Meckinghoven (ca. 1952)[5]
- Deutsche Passion (Öl auf Pappe) in der Kirche St. Jakobus in Mastholte:[6] (1947)
- Jakobus-Pilger im Soldatenmantel (Öl auf Pappe), in der Kirche St. Jakobus in Mastholte (1946)
- Fenster im Pfarramt St. Antonius, Herten o. J.: Maria, St. Sebastian, St. Antonius
- Glasmalereien in der Kirche St. Barbara, Herten (1954), (Kirche wurde 2007 profaniert, Glasfenster wurden eingelagert)[7]
- Wandgemälde St. Bruno im Kreuzgang von St. Andreas in Köln
- Keramikbüste in St. Andreas, Köln[8]

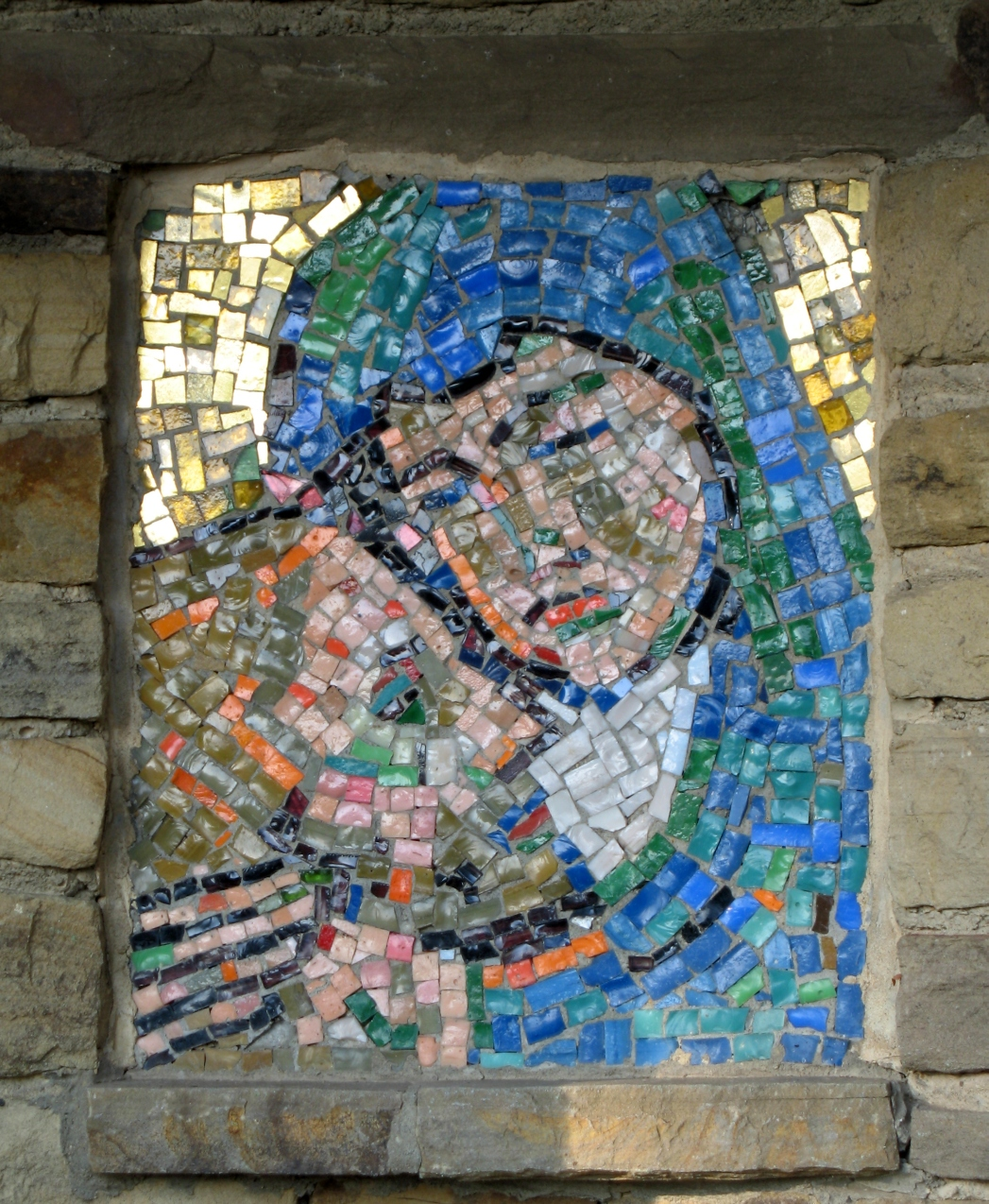
Brunnenmosaik
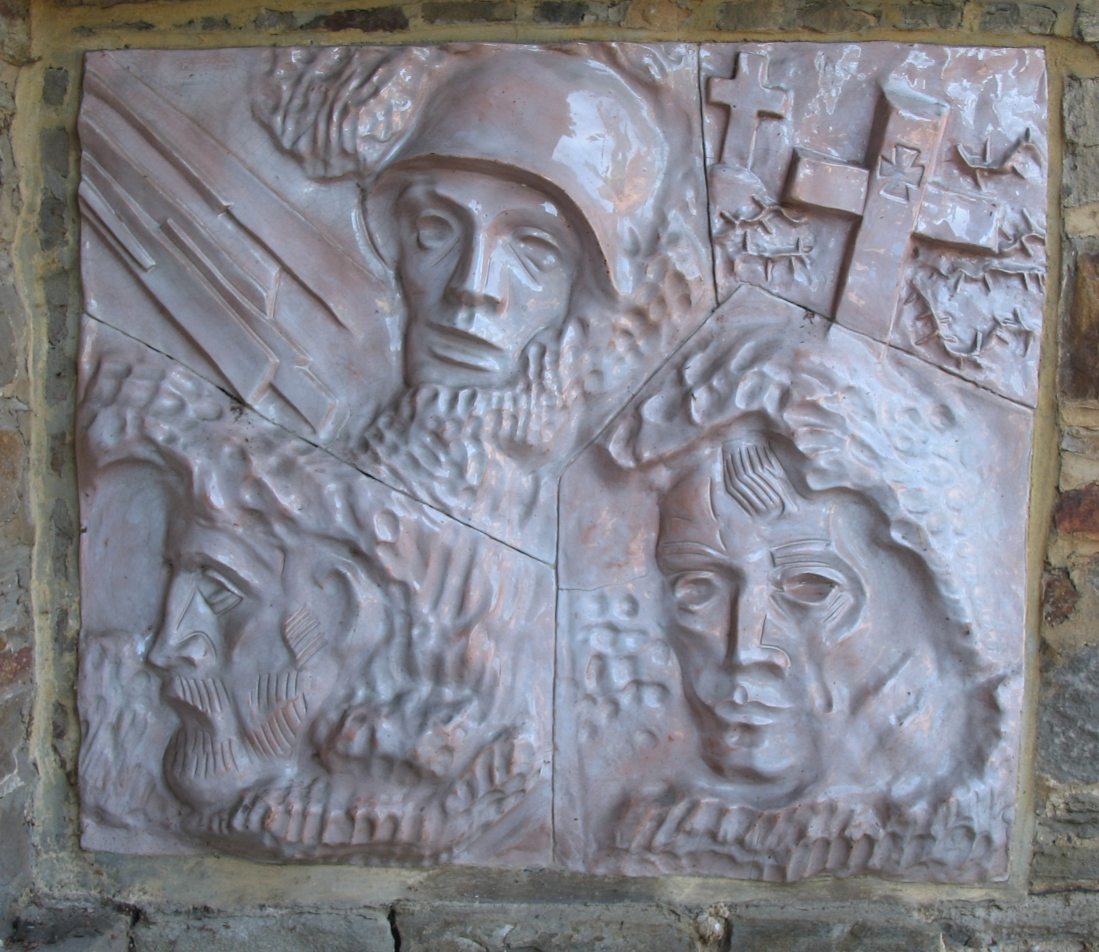
Keramikrelief Ehrenmal
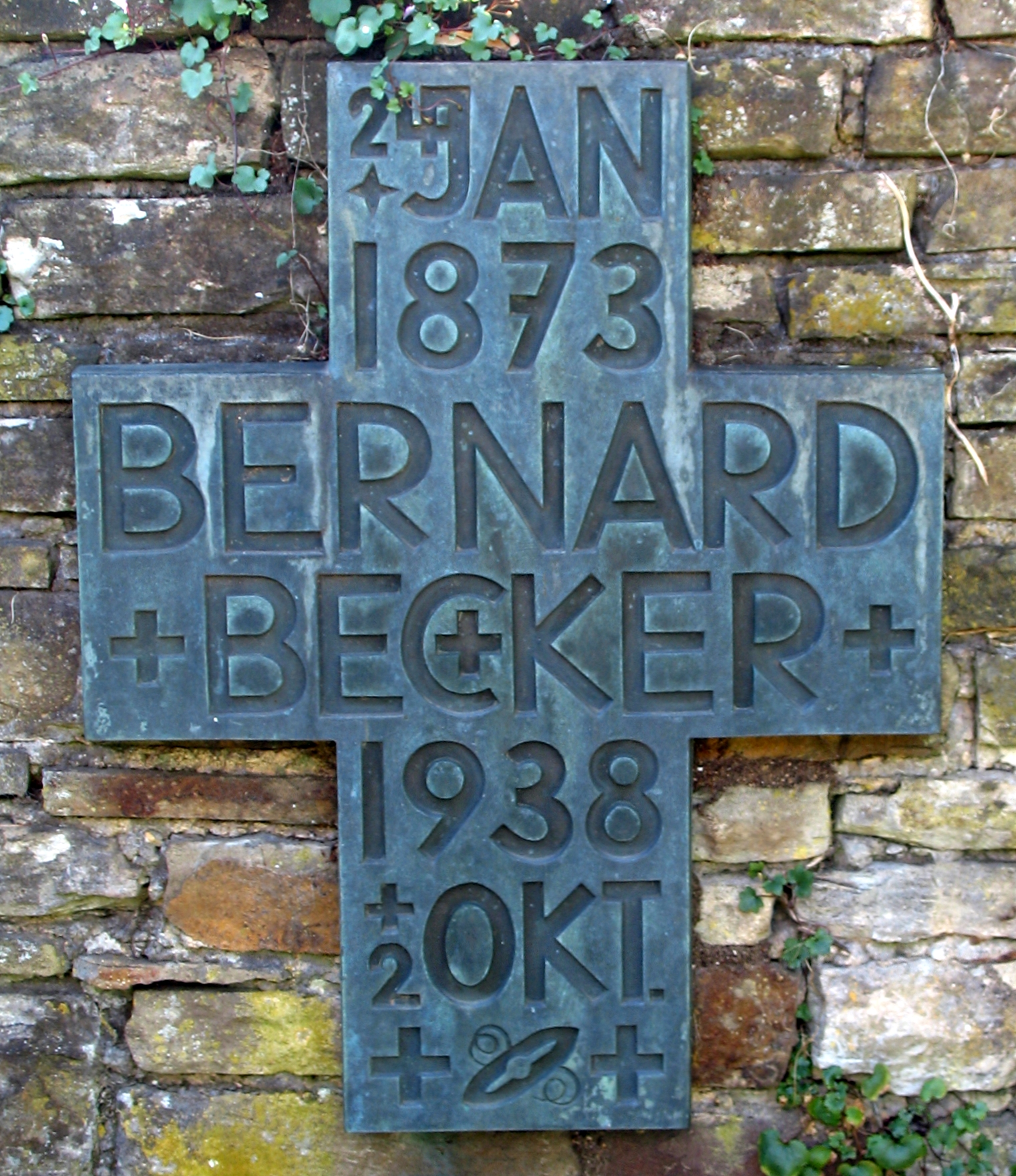
Grabkreuz Becker